# FullRange
FullRange foi uma banda brasileira de metal cristão fundada em Brasília e ativa entre os anos de 2006 e 2008. Formada por Mauro Henrique (vocal e baixo), Marcelo Elias (guitarra), Josué Alves (guitarra), Alan Jones (bateria) e Aldo Soares (técnico e produtor), a banda gravou apenas um disco, o "FullRange EP", contendo dois singles, o "I Tried To Change" (que mais tarde seria regravado pelo Oficina G3 com o título de Incondicional) e o "Free Or Crazy" (regravado no CD Ao Som dos Tambores do baterista Alexandre Aposan).

## História

### Antecedentes, início e formação
A história da FullRange começou em 2006, quando Mauro Henrique, cantor profissional que lecionava canto e baixo em Brasília, decidiu formar um novo conjunto musical, depois de desistir da banda criada um ano antes, a Superset, na qual era violinista e também um dos vocalistas e gravou um álbum seft-title de onze músicas, com destaque para as faixas “Insatisfação” e “Pra Você Dormir”, todas com ritmo R&B, MPB e pop rock. 

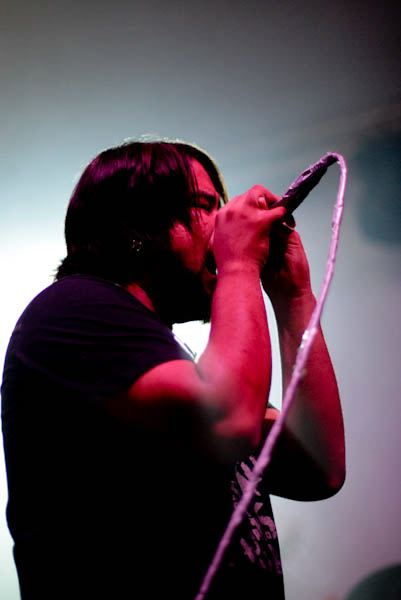
Mauro Henrique, fundador e vocalista da banda FullRange.

Na época da Superset, Mauro tinha como influência Jota Quest, Renato Russo, Nando Reis, Lulu Santos, Maroon 5 e Hoobastank. Quando teve a ideia de criar a FullRange, juntamente com o produtor Alan Jones que já fazia parte da Superset e mais dois novos músicos, suas influências mudaram, passando a ser caracterizadas pelas bandas seculares Audioslave, Incubus, Sevendust e Mudvayne. Nesse contexto, começou também a adquirir um estilo e um timbre vocal parecidos ao de Chris Cornell, artista falecido em 2017 que foi vocalista das bandas seculares Soundgarden, Temple of the Dog e Audioslave.

### O breve sucesso
O primeiro e único trabalho do FullRange consistia em um EP com apenas dois singles gravados: o sucesso "I Tried To Change" (que mais tarde seria regravado pelo Oficina G3 com o título de Incondicional) e "Free Or Crazy" (regravado no CD Ao Som dos Tambores do baterista Alexandre Aposan).

### Término e depois do fim
Em 2008, a banda encerrou oficialmente suas atividades devido aos diversos compromissos profissionais paralelos de seus integrantes. Mauro Henrique então foi convidado para fazer parte da Oficina G3, banda que passou a  integrar duranre a gravação do décimo álbum, o "Depois da Guerra", e deixou em 2020, após divergências de ideias com os demais membros.[carece de fontes?]
Já o guitarrista Josué Alves,  e o baixista Nilson Noleto formaram a banda Religionless em 2011.

## Discografia
Álbum de estúdio
- FullRange EP (2007)